# Waldbaum's Hamlet Cup 1997
Il Waldbaum's Hamlet Cup 1997  è stato un torneo di tennis giocato sul cemento. È stata la 17ª edizione del torneo, che fa parte della categoria World Series nell'ambito dell'ATP Tour 1997. Il torneo si è giocato a Long Island negli USA, dal 18 al 24 agosto 1997.

## Campioni

### Singolare maschile
Carlos Moyá ha battuto in finale  Patrick Rafter con il punteggio di 6–4, 7–6(1)

### Doppio maschile
Marcos Ondruska /  David Prinosil hanno battuto in finale  Mark Keil /  T. J. Middleton con il punteggio di 6–4, 6–4